# Carl Pedersen (roeier)
Carl Frederik Pedersen (Øster Ulslev, 30 september 1884 – Nykøbing Falster, 3 september 1968) was een Deens roeier. 
Pedersen roeide in de vier-met-stuurman met inringers naar de gouden medaille tijdens de Olympische Zomerspelen 1912 in het Zweedse Stockholm. Dit onderdeel stond alleen in 1912 op het olympische programma. Deze manier van roeien was vooral populair in Scandinavië.

## Resultaten
- Olympische Zomerspelen 1912 in Stockholm  in de vier-met-stuurman met inringers